# パリャーナ (小惑星)
パリャーナ (347 Pariana) は、小惑星帯にある大きな小惑星であり、M型小惑星に分類される。
1892年11月28日にオーギュスト・シャルロワがニースで発見した。名前の由来は不明である。